# 布提爾卡監獄
布提爾卡監獄（Бутырка）是一座位于俄罗斯莫斯科中心特维尔区的监狱，在沙皇俄国时期是当时全国中心的中转监狱，苏联时期关押过许多政治犯，至今仍然是全莫斯科最大的监狱，犯人过多仍然是突出的问题。

## 知名犯人
- 瓦迪斯瓦夫·安德斯,波兰将军
- 伊扎克·巴别尔, 作家
- 阿里汗·布克伊哈诺夫, 哈萨克斯坦政治家
- 费利克斯·捷尔任斯基, 全俄肅清反革命及怠工非常委員會创始人
- 尤利·埃德尔斯坦，以色列政治家
- 溫納·哈瑟, 希特勒的医生
- 亞歷山大·科科林,俄罗斯足球运动员
- 謝爾蓋·科羅廖夫, 火箭设计师
- 亞歷山大·瓦爾特羅維奇·利特維年科
- 谢尔盖·马格尼茨基, 律师
- 内斯托尔·伊万诺维奇·马赫诺, 乌克兰无政府主义者
- 帕維爾·馬馬耶夫, 俄罗斯足球运动员
- 弗拉基米尔·马雅可夫斯基, 诗人
- 康斯坦丁·佩茨, 爱沙尼亚政治家
- 尼古拉·波利卡尔波夫, 苏联航空工程师
- 叶梅利扬·普加乔夫, 哥薩克起义者
- 瓦尔拉姆·萨拉莫夫,作家
- 亚历山大·索尔仁尼琴，作家、诺贝尔文学奖得主
- 叶莲娜·斯塔索娃, 俄罗斯共产主义者
- 李昂·特雷门, 特雷門发明家
- 奥古斯丁纳斯·沃尔德马拉斯, 立陶宛政治家
- 奥古斯丁·沃洛申, 喀尔巴阡乌克兰政治家，死于狱中
- 赫尔穆特·魏德林, 德国将领
- 斐迪南·舍尔纳，德国将领